# Andrea Fraser

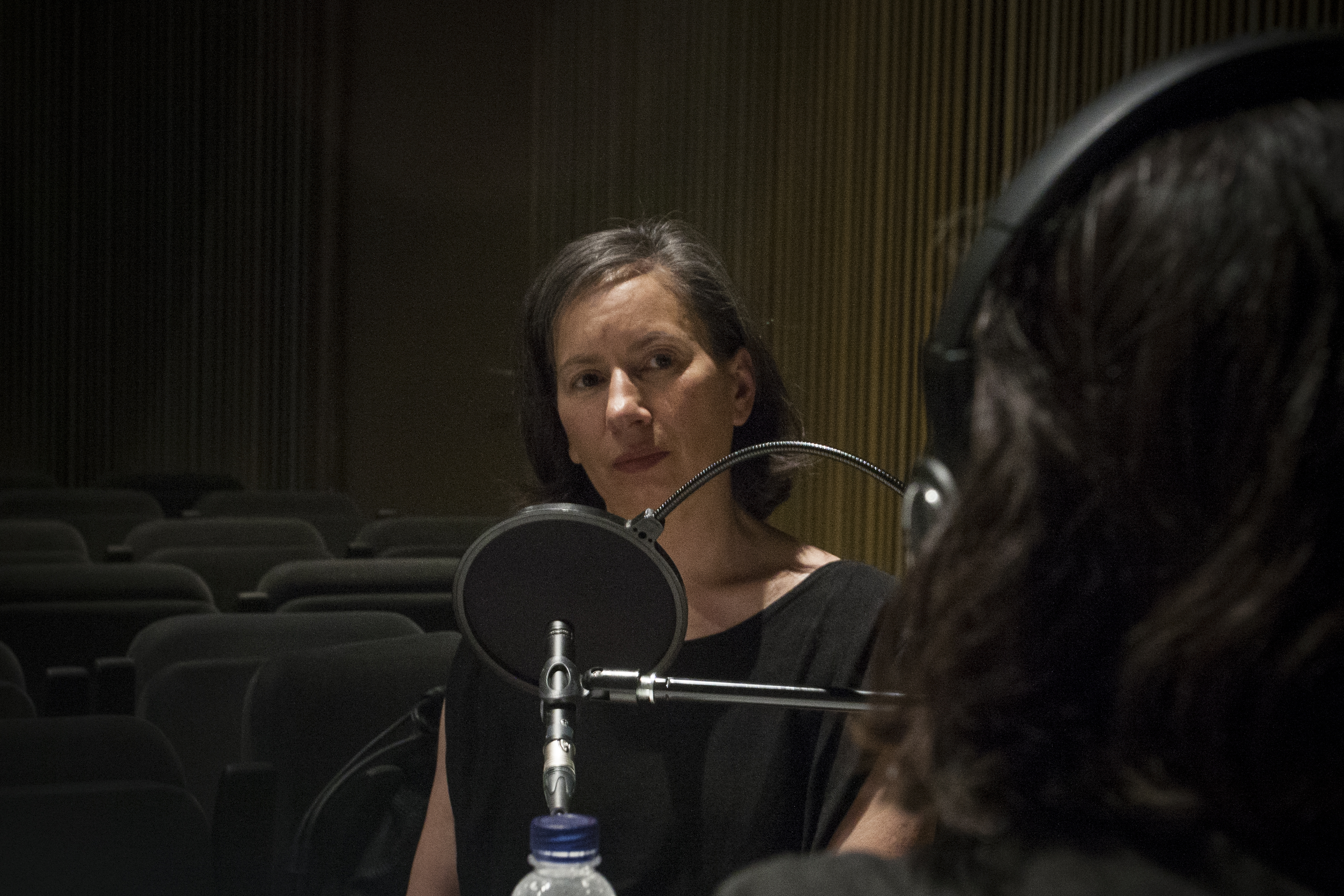
Andrea Fraser im MACBA, Barcelona

Andrea Fraser (* 1965 in Billings, Montana) ist eine US-amerikanische Künstlerin, die sich vor allem mit Institutionen kritisch auseinandersetzt. In ihrer künstlerischen Praxis arbeitet sie in den Bereichen Performance und Installation.

## Leben
Andrea Fraser studierte bis 1986 an der New York University und an der School of Visual Arts, New York. Neben ihrer künstlerischen Tätigkeit übte sie immer auch Lehrtätigkeiten an verschiedenen Universitäten und Kunsthochschulen aus, so zum Beispiel an der University of California, Los Angeles. Fraser lebt und arbeitet in New York.
Bekannt wurde Fraser Anfang der 1990er-Jahre mit ihren Gallery Talks, Performances in Form von Führungen durch Kunstinstitutionen, in denen sie sich kritisch mit den Präsentationsformen, den Hierarchien und den Ausschlussmechanismen des Kunstbetriebes auseinandersetzte. Auch in darauf folgenden Arbeiten analysierte sie – auf teilweise humorvolle Weise – die Strukturen von Museen, Galerien und anderen Ausstellungshäusern. Dabei kommen Themen wie Kulturtransfer, Sponsoring und die Bedeutung der Medien bei der Berichterstattung über Kunstevents ins künstlerisch-kritische Spiel. Von 1987 bis 1996 war sie Mitglied der Gruppe The V-Girls (Martha Baer, Jessica Chalmers, Erin Cramer, Andrea Fraser, Marianne Weems), einer feministisch motivierte Performance-Gruppe.

## Künstlerische Arbeiten
Die Performance Museum Highlights: A Gallery Talk (1989) besteht aus einer Museumsführung durch das Philadelphia Museum of Art, die von der Künstlerin in der Rolle der Dozentin „Jane Castleton“ aufgeführt wird. Dabei findet eine Verschiebung gegenüber den üblichen Führungen statt. Zunehmend geht „Castleton“ auf anscheinende Nebensächlichkeiten des Museums ein – die Garderobe, Toiletten, Museumsshop und Ähnliches werden neben den eigentlichen Sammlungen gezeigt. Gleichzeitig verdeutlicht sie in ihrem Vortrag den Kontext, in den das Museum eingebettet ist – seine Entstehung, seine gesellschaftlichen Aufgaben. Sie enthüllt die nicht-sichtbaren Machtstrukturen und Definitionsmuster, die durch die Anordnung und Auswahl der präsentierten Kunstwerke, sowie durch die Architektur des Museums Wirkungsmacht erhalten.
In May I Help You? (1991), ebenfalls eine Performance, schrieb Andrea Fraser ein Skript, das sich aus Zitaten zum Beispiel von Pierre Bourdieu oder aus der Zeitschrift Artnews speist. In einer kommerziellen Galerie-Ausstellung mit monochromen, schwarzen Bildern des Künstlers Allan McCollum wird das Publikum mit einem 15-minütigen Vortrag – basierend auf Frasers Skript – von den Angestellten der Galerie konfrontiert. Fraser durchbricht damit das übliche Verhalten in Galerien, demnach die Besucher und die Galerieangestellten miteinander nicht ins Gespräch kommen, es sei denn, sie kennen sich persönlich. In dem Vortrag treten sechs verschiedene Charaktere auf, beginnend beim routinierten Kunstverkäufer bis hin zu einer Person, die mit zeitgenössischer Kunst wenig anfangen kann. Diese Charaktere werden zueinander ins Verhältnis gesetzt.
Inaugural Speech (1997) ist eine 27-minütige Performance, die zur Eröffnung des Events inSITE97 in San Diego, USA und Tijuana, Mexiko von Fraser aufgeführt wurde. Den offiziellen Rednern folgend nimmt Fraser die Rollen verschiedener Eröffnungsredner ein – als Kuratorin, als Aufsichtsratsmitglied, als öffentlicher Förderer und als Firmensponsorin. Frasers Anliegen ist es, die komplexen strukturellen Verhältnisse der Akteure bei globalen Kunst-Events aufzuzeigen. Erneut arbeitet sie auf der Grundlage von Zitaten aus dem Ausstellungskatalog oder der Selbstdarstellungen (Interviews) der jeweiligen Akteure.
In Kunst muss hängen (2001) reinszeniert Fraser eine Stegreifrede des Künstlers Martin Kippenberger, die dieser anlässlich einer Ausstellungseröffnung seines Freundes und Kollegen Michael Würthle 1995 gehalten hatte. Fraser hatte diese Rede – in der für sie unbekannten deutschen Sprache – auswendig gelernt, ausgehend von einer Videoaufzeichnung. Es handelt sich um eine Aneignung männlich konnotierter Künstlerklischees, aber auch um eine persönliche Annäherung an den 1997 verstorbenen Kippenberger, den Fraser 1989 kennengelernt hatte.
Untitled (2003) ist eine einstündige Videoperformance, die eine sexuelle Begegnung zwischen Andrea Fraser und einem anonymen Kunstsammler zeigt, die auf beiderseitigem Einverständnis basiert. Für seine Teilnahme zahlte der private Sammler $20.000 an die Künstlerin. Das daraus entstandene Video wird in Ausstellungen gezeigt und kann über Frasers Galerie durch Sammler erworben werden. Teil der künstlerischen Konzepts ist es, dass die erworbene Videoarbeit mit zahlreichen Restriktionen belegt ist: sie darf nur in Absprache mit der Künstlerin öffentlich gezeigt werden, es dürfen keine Screenshots angefertigt und veröffentlicht werden, jede Art von öffentlicher Äußerung des Besitzers über das Video muss mit der Künstlerin abgestimmt werden.

## Ausstellungen
- Damaged Goods: Desire and Economy of the Object, New York, 1986
- The Desire of the Museum, New York, 1990
- 45. Biennale Venedig, Österreichischer Pavillon, Venedig, 1993
- What happened to institutional critique?, New York, 1993
- Die Orte der Kunst, Hannover, 1994
- Services, mit Helmut Draxler, Kunstraum der Universität Lüneburg, 1994
- Make Believe, London, 1995
- White Cube / Black Box, Wien, 1996
- 24th Bienal de São Paulo, São Paulo, 1998
- Museum as Muse, New York, 1999
- Ökonomien der Zeit, Köln, Berlin, Zürich, 2002
- Andrea Fraser - Works, Hamburg, 2003
- Andrea Fraser Projection aus 2008, MUMOK in Wien 2012
- Andrea Fraser. Wolfgang-Hahn-Preis 2013, Museum Ludwig, Köln 2013 mit Verleihung des Wolfgang-Hahn-Preis[4]
- Playtime, Städtische Galerie im Lenbachhaus, München, 15. März bis 29. Juni 2014
- Andrea Fraser. Tate Gallery of Modern Art, London, 28. Oktober 2013 bis 31. August 2014[5]
- Andrea Fraser, Museum der Moderne Salzburg, Salzburg, 21. März bis 5. Juli 2015[6]
- Andrea Fraser. L'1%, C'est Moi, MACBA, Barcelona, 22. April bis 4. September 2016[7]

## Auszeichnungen
- 2016 Oskar-Kokoschka-Preis[8]